# Powiat Shimominochi
Powiat Shimominochi (jap. 下水内郡 Shimominochi-gun) – powiat w Japonii, w prefekturze Nagano. W 2024 roku liczył 1514 mieszkańców.

## Miejscowości
- Sakae